# El Pujol del Racó
El Pujol del Racó és una masia del poble de la Pedra, al municipi de la Coma i la Pedra, a la Vall de Lord (Solsonès). És un monument protegit i inventariat dins el Patrimoni Arquitectònic Català

## Situació

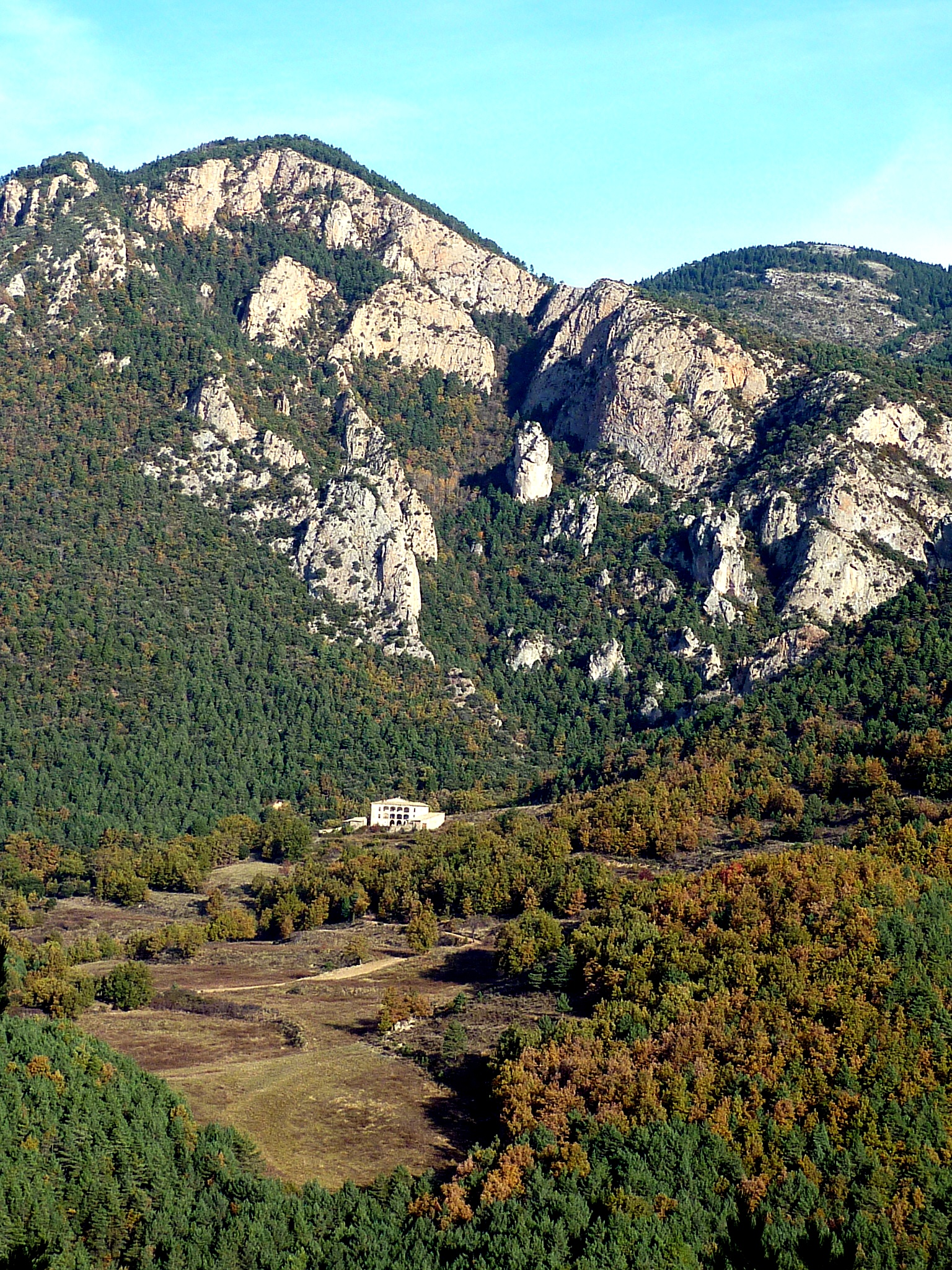
Camps del Pujol a la tardor

La masia es troba al cap d'amunt dels camps de pastura que s'estenen al vessant sud de les Roques del Minguell damunt del ventall al·luvial de la Ribereta del Pujol que baixa, pel Clot de l'Infern, vertical, de la Serra del Verd.
Per anar-hi cal prendre la pista que surt del km. 4,6 de la carretera LV-4012 (de Sant Llorenç de Morunys a Tuixén) (42° 10′ 10″ N, 1° 35′ 47″ E / 42.16944°N,1.59639°E), en direcció a llevant. La pista està barrada al pas de vehicles i cal anar-hi a peu. Es passa a tocar de la Torre de la Vila (monument històric) i s'arriba al Pujol en 2,8 km. Caminada molt recomanable, sobretot a la tardor o a la primavera.

## Descripció
Construcció civil. Masia de planta basilical, coberta a doble vessant i amb el carener perpendicular a la façana principal, orientada a migdia. Al cos més antic de la masia, que correspon a un dels esquemes més clàssics, es va afegir una galeria de porxos d'arcs de mig punt rebaixats (al primer i al segon pis), i d'arcs de mig punt complets (a la planta baixa) seguint un esquema elegant i simètric, propi de les masies amb galeries del segle xviii. Aquest cos, està cobert amb teulada d'un sol vessant paral·lela a la façana. La masia, actualment deshabitada, és un dels exemplars més interessants de tot el municipi de la Coma i la Pedra, una gran masia senyorial, més pròpia de les zones planes i riques en agricultura que no de la muntanya.